# パイルドライバー

パイルドライバーのアニメーション。

パイルドライバー（英語: Piledriver）はプロレス技の一種、および派生技を含めた総称である。日本語名は脳天杭打ち（のうてんくいうち）。

## 概要
元々は後述する「ドリル・ア・ホール・パイルドライバー」（脳天杭打ち）として考案され、「パイルドライバー」は同技の略称であった。1950年代に人気の技となり、以降、バリエーションや派生技が多く考案され、それらを総称して「パイルドライバー」とも呼ぶようになった。得意とするレスラーが固有の名前を付けている場合も多く、フィニッシュ・ホールドとしても多用されている。
ドリル・ア・ホール・パイルドライバーを含む「パイルドライバー」と総称される技の多くは、相手の体を上下逆さまに抱え上げて固定し、その状態から自ら座り込むことによって相手の頭部をマットへ叩け付けるものである。ただし次節で述べるように、怪我の危険性が高いため、プロレスの試合では実際には頭部をマットに叩きつけることはせず、相手の頭部を保護した状態で着地する（実際には相手の頭部はマットに接触しない）。また、会社やテリトリーによっては禁止技に指定されている。

## 危険性と予防措置

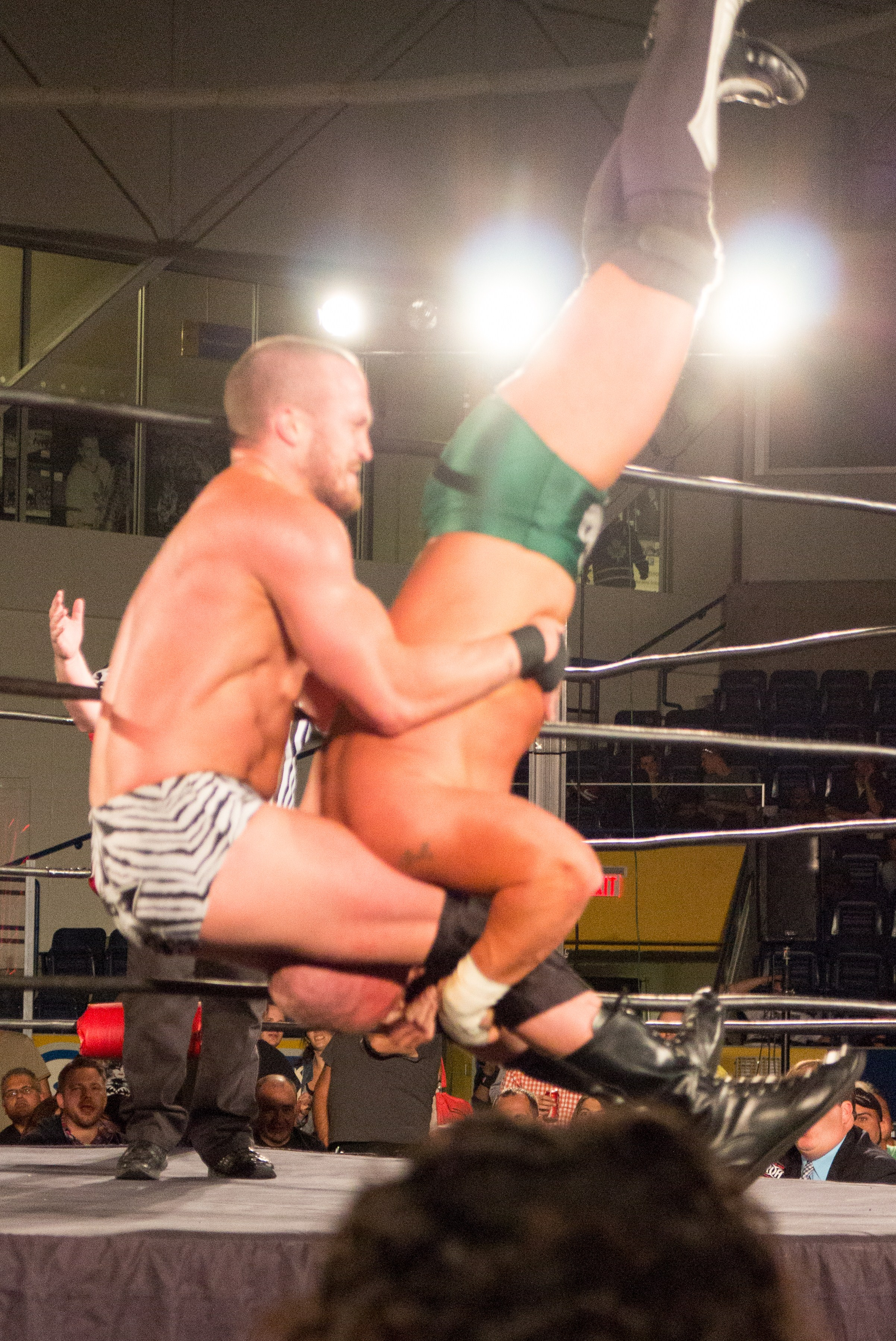
マイケル・ベネット（左）がB.J.ホイットマー（右）に不適切にパイルドライバーを掛けている。ホイットマーの頭はベネットの両脚より下に位置しており、保護されていない。技の衝撃によってホイットマーは首に怪我を負った。

パイルドライバーは、頭部への衝撃と頸椎の圧搾・圧迫が起こる可能性があるため、危険な技であると一般的に考えられている。技をかける側は相手の頭をマットに落とす前に相手の頭を自分の両脚の間に押し込むのが適切な技の掛け方である。こうすれば、技をうける側はマットにほとんどあるいは全く接触せずに着地することができ、怪我のリスクを負わない。頭部がしっかり固定されておらず、掛ける側の脚の間から突き出ていると、全体重が頭部と首にかかるため、技を受ける側は深刻な怪我と麻痺の危険に曝される。不適切に掛けたパイルドライバーによる怪我でおそらく最も有名な例は1997年のWWFサマースラム大会でオーエン・ハートがストーン・コールド・スティーブ・オースチンに怪我を負わせた事例である。ハートはオースチンにリバース・パイルドライバーを掛けた。ハートは技をボッチ（失敗）して、オースチンを頭から落としてしまった。この事故で負った首の怪我でオースチンは2か月間休場した。トップレスラーであったオースチンは十分な治療期間を会社から与えられず、首の状態は悪化していった。1999年に手術を行ったものの完全には治癒せず、最終的にこの首の怪我が原因で2003年3月に引退した。
2000年にパイルドライバーはWWFで禁止された。これは2000年のジャッジメント・デイでジ・アンダーテイカーのツームストーン・パイルドライバーにより、トリプルHが怪我をしたためとされる。その後は、特別な許可を得たレスラーのみが使用を許可される。2007年に、ステファニー・マクマホンはアンダーテイカーとケインの2人のみが使用を許可されていると述べた。パイルドライバーはその他多くの興行団体や特定の都市でも禁止されている。イギリスのいくつかの興行団体では、罰金が課せられる。メキシコでもツームストーン・パイルドライバー（マルティネーテと呼ばれている）は禁止技である（ドリル・ア・ホール・パイルドライバーと異なり、相手の頭部を自分の脚で保護できない）。
その危険性から総合格闘技統一規則（Unified Rules of Mixed Martial Arts）の下での総合格闘技の試合では反則として分類されている。

## バリエーションと派生技
プロレスでは相手に怪我をさせてはいけない。以下の技の説明中「相手の頭部を打ちつける」といった表現は実際に起きていることではなく、プロレスの観客がどう捉えているかを表わしている。

### ドリル・ア・ホール・パイルドライバー

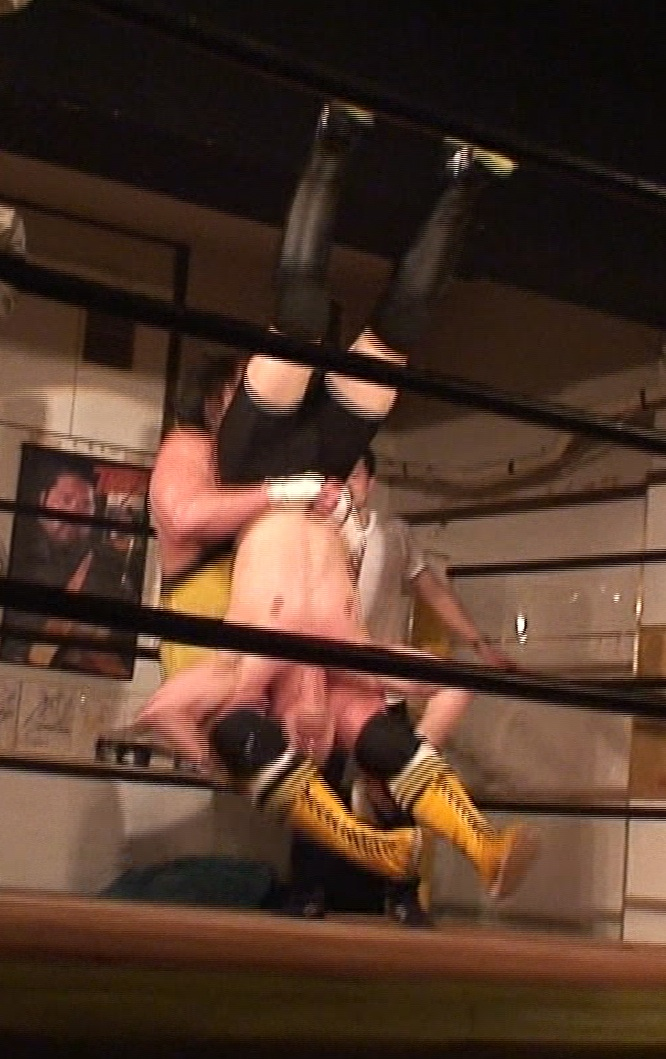
ターザン後藤によるドリル・ア・ホール・パイルドライバー。

パイルドライバーの基本形であり、後述のテーズ式パイルドライバーを除く、ほとんどの応用技の元となった。単にパイルドライバーといえば、このドリル・ア・ホール・パイルドライバーを指すことが多い。
前屈みになった相手の頭を自身の両足で正面から挟み、相手の胴体を両腕で抱えて持ち上げながら後ろに尻餅をつくように倒れ込み、相手の頭部を打ちつける。「ドリル・ア・ホール・パイルドライバー」ならびに「脳天杭打ち」という技名称は、重機の杭打ち機（パイルドライバー）で杭を打つようにして技をかけることから付けられた。
1950年代にバディ・ロジャースが使用してポピュラーになった。バディ・オースチンは、この技で新人レスラーを2人殺してしまったとして「キラー」というニックネームが付けられた。ただし、これはギミックであり実際には誰も死亡させていない。オースチンのパイルドライバーは、相手の頭を腿ではなく膝付近で固定して、胴体をクラッチせずにタイツを掴んで引っ張り込むようにして放つこともあった。
ワイルド・ビル・ロンソンが考案して有名にしたとする説もある。
得意とする主な選手（五十音順、括弧内は固有の技名称）
- 曙（ヨコヅナ・インパクト）
- 大森ゆかり
- 折原昌夫（オリ・ドライバー）
- トレバー・マードック
- バディ・オースチン
- マーク・ルーイン

ほか多数

#### 派生技
ゴッチ式パイルドライバー
カール・ゴッチのオリジナル技。基本的にはドリル・ア・ホール・パイルドライバーと同一系統の技であるが、相手の胴ではなく、相手の足の付け根で両腕をクラッチさせることに違いがある。主な使用者はジェリー・リン（クレイドル・パイルドライバーの名称で使用）、蝶野正洋、レネ・デュプリ、鈴木みのる。ゴッチ自身によれば「相手の足の付け根に両腕を回すことによって体勢が崩れずに相手の脳天を垂直に打ちつけることができる」とのことである。これは胴に手を回して持ち上げ体勢が崩れた場合は無理に技を続けると相手の首が前に突っ込むように落ちてしまい、頸椎を損傷しやすいことを防ぐ意味もあるのだという。
テーズ式パイルドライバー
ルー・テーズのオリジナル技。通常のパイルドライバーは相手の頭を両腿で挟み込むが、テーズ式は相手の胴を両腕でクラッチして持ち上げたあと相手の頭部を両腿で挟まず、そのまま自分の体勢を少し低くすることで、相手の頭部をマットへと叩きつける。パワーボムの原型となった技であり、リバース・スラムとも呼ばれる。テーズによればスタンプ・ホールドの一種であり、パイルドライバーとは別の技だとしている。アントニオ猪木も同型の技をザ・モンスターマンとの異種格闘技戦で使用している。
リバース・ツームストーン・パイルドライバー
ドリル・ア・ホール・パイルドライバーの状態で抱え上げ、ツームストーン・パイルドライバー（後述）のように前に正座するような形でジャンプして着地、同時に相手を頭部からマットへ叩き付ける技。
使用者は少ない。崔領二がテレビ番組『あいのり』出演時、プロフィール映像でスパーリング中に得意技として「垂直落下式パイルドライバー」の名称で使用したが、実戦では未使用である。
アジャ・ボム
アジャ・コングが使用。相手の左腿の裏に右手、右腿の裏に左手をそれぞれ回してホールドする形でドリル・ア・ホール・パイルドライバーを決める。
ダルマ式パイルドライバー
シャットダウン・パイルドライバーとも呼ばれる。相手を両腕ごと逆さに抱きかかえるようにホールドして持ち上げ、 ドリル・ア・ホール・パイルドライバーを敢行する。曙はヨコヅナ・ファイナル・インパクト 、石森太二はエルモシージョの名称で使用。
クロスアーム・パイルドライバー
前屈みになった相手の頭を自身の股の間に挟み、右手で相手の左腕、左手で相手の右腕をそれぞれ掴み、掴んだ両腕を相手の胸の前で交差させて相手の体を垂直に持ち上げながら尻餅をつき、相手の頭部を打ちつける。

### ツームストーン・パイルドライバー

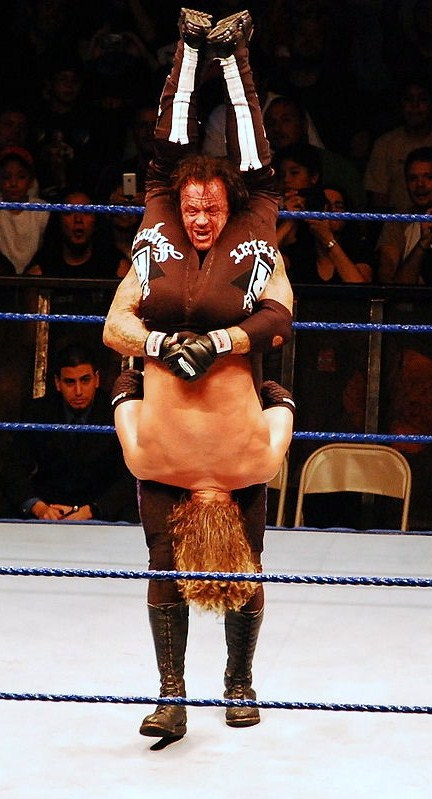
ジ・アンダーテイカーによるツームストーン・パイルドライバー。

日本名は墓石式脳天杭打ち（はかいししきのうてんくいうち）、墓石落とし（はかいしおとし）。
相手をオクラホマ・スタンピードの体勢で持ち上げて、上下逆さまの状態になった相手の胴体を両腕で抱きかかえ、相手の両足の間に自身の頭が来るように体を移動させ、そのまま両膝をついて相手の頭部を打ちつける。イギリスが発祥といわれ、レネ・ラサルテス、ビル・ロビンソン、ダイナマイト・キッド、デイブ・フィンレイといった欧州出身レスラーが得意技としており、タイガーマスク（初代）もキッドとの抗争を通して、この技を会得している。若手時代にAWAでロビンソンのパートナーに起用されていたドン・ムラコは、ハワイアン・ハンマーの名称で使用していた。
アンドレ・ザ・ジャイアントもジャン・フェレ（日本ではモンスター・ロシモフ）と名乗っていた時代に使用していたが、1972年にターザン・タイラーを負傷させて以来、自ら禁じ手とした。メキシコではマルティネーテと呼ばれている。メキシコはマットが硬いため、頸椎を損傷する恐れがあるということで全面的に禁止技に指定されている。アメリカでも禁止しているプロレス団体が多く、WWEは負傷者が続出した経緯があり禁止技にされているが、ジ・アンダーテイカーとケインは使用が認められている。
持ち方を変えない形はカール・ゴッチが得意技としており、1964年3月にオハイオ州でのディック・ザ・ブルーザー戦、1972年3月6日に新日本プロレスの大田区体育館大会（旗揚げ戦）でのアントニオ猪木戦で使用している。掛け手と受け手の体勢が上下対称になるため、掛けられている側が足をばたつかせて掛けている側の後方へと重心をかけて相手の胴体を抱えたまま足から着地して逆にツームストーンを仕掛ける返し方が存在する。時には互いにツームストーンの体勢のまま回転を繰り返す攻防も見られる。
主な使用者はアンダーテイカー、藤田ミノル（SAYONARAの名称で使用）、ヤス・ウラノ。オカダ・カズチカはフィニッシュへの繋ぎ技として使用。

#### 派生技
ジャーマン・ツームストーン・パイルドライバー
カール・ゴッチのオリジナル技。ジャーマンの部分は「欧州式」とも呼ばれる。ジャーマン・ドライバーと略されることもある。相手をボディ・スラムの体勢で持ち上げて上下逆さまになった相手の首の後ろに左手を回し、相手を抱えたまま正座するように両膝を折り畳み、落下させた相手の頭部を打ちつける。基本形とクラッチが違うのみなので基本形と同じものと扱い、単に「ツームストーン・パイルドライバー」と呼ぶこともある。
タイガーマスクのライバルだったブラック・タイガー（初代）のフェイバリット・ホールドでもあり、日本では暗闇脳天落とし（くらやみのうてんおとし）とも呼ばれる。天山広吉はTTD（テンザン・ツームストン・ドライバー）の名称で使用。
旋回式ツームストーン・パイルドライバー
鈴木鼓太郎、オカダ・カズチカが使用。相手をオクラホマ・スタンピードの体勢で持ち上げて上下逆さまにして抱え込んで旋回しながら相手の頭頂部からマットへ突き刺す技。旋回式ツームストーン・パイルドライバー。走ってきた相手をツームストーン・パイルドライバーの体勢で相手を真っ逆さまにして持ち上げて抱え込んで自ら横にくるっと旋回しながら相手の頭頂部から落とすバージョンもある。鈴木鼓太郎が、エクスカリバーという名称で使用したのが初。オカダ・カズチカは2017年1月4日、レッスルキングダム11のIWGP防衛戦でケニー・オメガに対して披露。
ゴッチ式ツームストーン・パイルドライバー
秋山準、オカダ・カズチカが使用。
通常のツームストーン・パイルドライバーの体勢から股をクラッチするように持ち替えて落とす。秋山準が全日本プロレス時代の1990年代中頃から使用。オカダカズチカは、2013年5月、対鈴木みのるのIWGP戦で披露した。みのるのゴッチ式パイルドライバーを意識して繰り出した技。オカダは2013年のIWGP防衛戦後のインタビューでは「もうあの技、やることはないでしょう」と答えていたが、2014年8月のG1でのみのる戦でも再び繰り出している。
開脚式ツームストーン・パイルドライバー
オカダ・カズチカのオリジナル技。2019年10月14日、KING・OF・ＰＲＯ-WRESTLING 東京・両国国技館でIWGP防衛戦でSANADA戦で見せた技。相手をオクラホマ・スタンピードの体勢で相手を真っ逆さまに持ち上げて抱え込んでみちのくドライバーIIの体勢で、相手の頭部をマットに突き刺す技。
ハンマーロック・ツームストーン・パイルドライバー
船木誠勝が2012年に怪我からの復帰戦で「ハイブリッド・ブラスター」の名称で初公開。技名は一般公募によって決まった。相手の片腕をハンマーロックで固めてからのツームストン・パイルドライバー。ハイキックで倒した相手にチキンウィングフェイスロックを仕掛けてから最後に決めるパターンが多い。ほかにもジュリアは「グロリアス・ドライバー」の名称で使用。また、シットダウン式グロリアス・ドライバーも使用。
両足抱え込み式ジャンピング・ツームストン・パイルドライバー
使用者はリッキー・マルビン、飯伏幸太、ケニー・オメガなど。相手の両足を脇に抱え込んだ状態で落とすジャンピング・リバース式ツームストン・パイルドライバー。リッキー・マルビンが2012年に「デッド・ライン」の名で披露。飯伏幸太は、2015年のNEW JAPAN CUPでの内藤哲也戦で初披露。実況・解説陣等からは便宜上「人でなしドライバー」と呼ばれている。
リバース・インプラント
谷嵜なおきのオリジナル技。向かい合う相手を逆さまに担ぎ上げ、そこから片足を脇下に抱え込み、両膝着地式でシットダウンして脳天からマットに突き刺す変形ツームストーン・パイルドライバー。インプラントのリバース式だが、クラッチは片足のみ。

### リバース・パイルドライバー
ツームストーン・パイルドライバーの状態で抱え上げ、ドリル・ア・ホール・パイルドライバーのように軽くジャンプして両足を前に広げ、尻餅を着くように着地しつつ、相手を頭部から叩きつける。1990年代前半にスティーブ・オースチンが公開したが、怪我人が多く封印。オーエン・ハートも使用。
受け手の首に与えるダメージを逃がすことが出来ないため、非常に危険であり、蝶野正洋はオースチンに、この技を決められて頸椎を痛めた。その後、オースチン自身もオーエン・ハートに、この技を決められて頸椎を痛めた。
また、天山広吉も1990年代に使用したが、こちらも怪我人が続出したため完全に封印し、後述のドリラーの形を経て、ジャーマン・ツームストーン・パイルドライバーの形に移行している。天山は「TTD（テンザン・ツームストーン・ドライバー）」の名称で使用したため、この形のバリエーションは「原型TTD」と呼ばれる。

#### 派生技
ファイアーサンダー
ミスター雁之助が考案した、リバース・パイルドライバーの改良型。相手をオクラホマ・スタンピードの体勢で持ち上げて尻餅をつき、上下逆さまの状態で落下させた相手の頭部を自身の両腿の間へ打ちつける。ミスター雁之助は、ファイアーサンダーの名称で使用。その後多くの選手が使用したり、改良したりした。いまやリバース・パイルドライバーといえば、ファイアーサンダーの形となっている。主な使用者は、雁之助のほか。リキシ（リキシ・ドライバーの名称で使用）、ウマガ（サモアン・ドライバーの名称で使用）、ロージー（サモアン・ドライバーの名称で使用）、リッキー・フジ（マキシマム・オーバードライブの名称で使用）、TARU（TARUドリラーの名称で使用）、"brother"YASSHI（キングストン・パイルドライバーの名称で使用）など多数。
ドリラー
1990年代中頃に北尾光司が「キタオ・ドリラー」として考案。北尾以外が使用するときは、「キタオ」を外して呼ぶか、各自のオリジナル名称で呼ばれることが多い。ボディスラムの体勢で上下逆さまに抱え上げた相手の首に手を回し、そのまま開脚ジャンプした自らの股の間に相手の脳天をマットに突き刺す。ジャーマン（欧州式）・ツームストーンパイルドライバーの体勢で抱え上げてから決めるリバース・パイルドライバー。北尾のデビュー戦の相手だったバンバン・ビガロは同型の技を「グリーティングス・フロム・アズベリー・パーク（Greetings from Asbury Park）」の名称で使用した。高岩竜一は「垂直落下式みちのくドライバーII」として使用。天山広吉も一時期使用したが封印。後に奥の手として一時的に使用再開し「オリジナルTTD」と呼ばれた。
SSD（スタイナー・スクリュー・ドライバー）
スコット・スタイナーのオリジナル技。相手をファルコン・アローの体勢で持ち上げて背中に右手を首の後ろに左手を、それぞれ回し、尻餅をつき、急降下させた相手の頭部を自身の両腿の間へ打ちつける。主な使用者は齋藤彰俊（デス・ブランドの名称で使用）、高岩竜一（タカイワ・ドリラーの名称で使用）、石井智宏（イシイ・ドリラーの名称で使用）。この技の旋回式をリッチ・スワンがチキンフライド・ドライバーという名称で使っている。
SDA（スーパー・ドライブ・アサコ）
浅子覚の必殺技。形としてはリバース・パイルドライバーと同じだが、相手を落とすときにみちのくドライバーIIのようやや前方に相手を傾けるような角度で落とすリバース・パイルドライバー。
ナイトライドEND
T-Hawkのオリジナル。ボディスラムの体勢で相手を右肩に担ぎ上げ、そこから両脇下を掴んでリフトアップさせてリバース・パイルドライバーで後頭部からマットに突き刺す垂直落下式の変形ナイトライド。

### ダブルアーム・パイルドライバー
相手の上半身をリバース・フルネルソンの体勢で捕らえて相手の体を垂直に持ち上げながら尻餅をつき、相手の頭部を打ちつける。1980年代にジャガー横田が使用したほか、米国出身のエクスカリバー（マーク・レッツマン）が、1998年頃からエクスカリバーの名称で使用。彼は主にアメリカではタイガー・ドライバー'98の技名で使用した。このほか、キッド・キャッシュはマネーメイカー、ドノバン・モーガンはチキンウィング・パイルドライバー、Kzyは韻波句徒（インパクト）の名称で使用。他の主な使用者はケニー・オメガ、タマ・ウィリアムス、中邑真輔、KAI、大森ゆかり、ルーシュなど。
相手を落とす角度が緩やかで、顔面や前面からマットへ叩き付けるものは、リバース・タイガー・ドライバーやシットダウン・ダブルアーム・フェイス・バスターなどと呼ばれ、フェイス・バスターの派生技とされることもある。

#### 派生技
Dの悪夢
高橋ヒロムのオリジナル技。相手をリバース・フルネルソンの体勢で持ち上げ、相手の腰に手を回して決めるパイルドライバー。この技から、得意技の「D」に移行することが多い。2018年6月3日に初公開。

### パッケージ・パイルドライバー

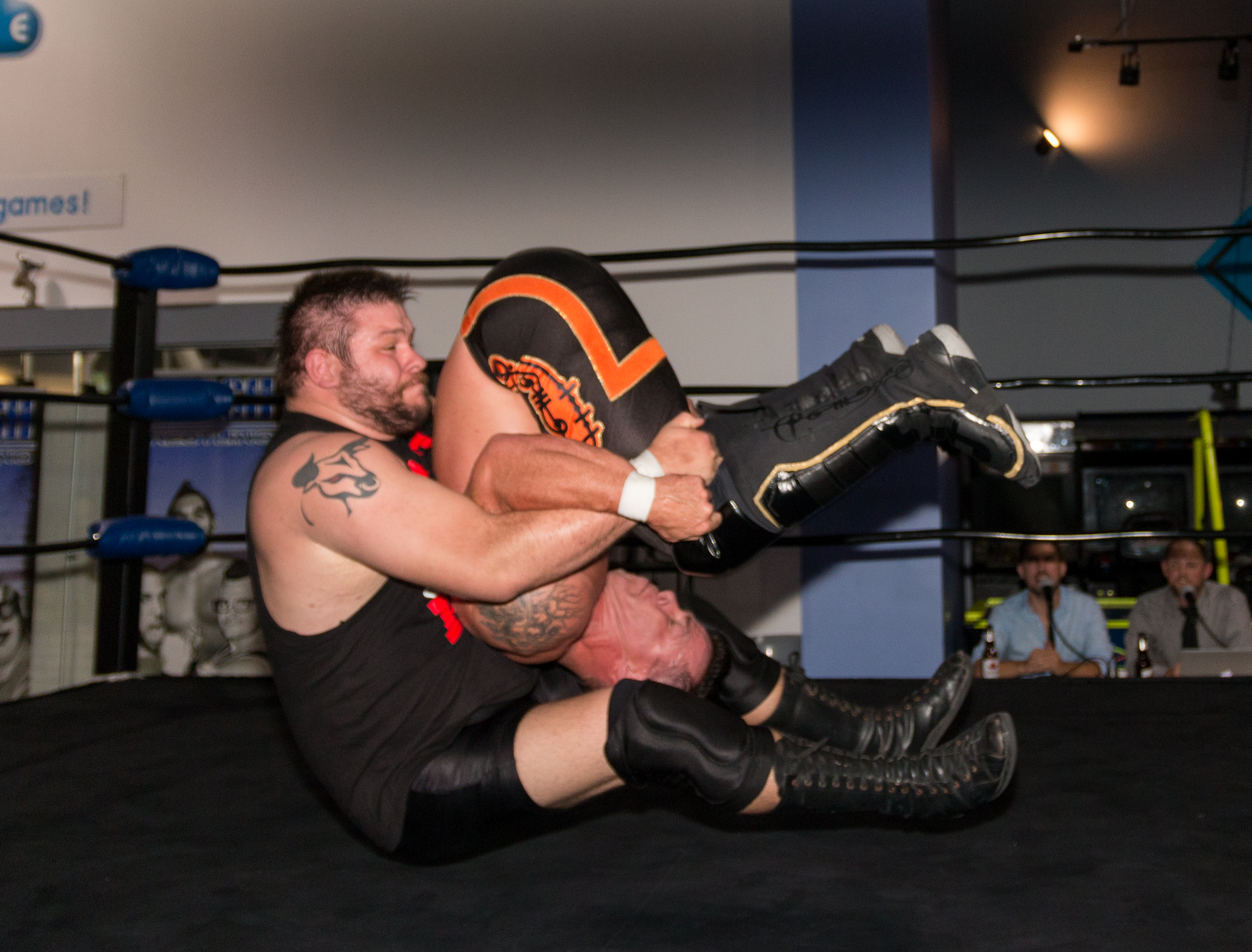
ケビン・オーエンズによるパッケージ・パイルドライバー。

ケビン・オーエンズのオリジナル技。前屈みになった相手の頭を自身の股の間に正面から挟み込み、相手の両脇にリバース・フルネルソンの体勢で自身の両腕を差し込み、外腿の方から相手の右腿の裏に左手を左腿の裏に右手を、それぞれ回し、相手の体を垂直になるまで持ち上げて体を軽く旋回させながら尻餅をつき、相手の頭部を打ちつける。主な使用者はペンタゴンJr、チェーズ・オーエンズ、カイザー（カイザー・ドライバーの名称で使用）。1995年12月11日WWFにてアジャコングが使用。

#### 派生技
スカル・ドライバー
マーティ・スカルのオリジナル技。
前傾姿勢の相手の右肩付近から両腕ごと両腿裏を抱え込んで担ぎ上げ、自らシットダウンと同時に右サイドに相手の後頭部から突き刺す変形パッケージ・パイルドライバー。相手の頭部を固定せずにマットに突き刺す非常に危険な技。
ショック・アロー
SHOのオリジナル技。雷神としてCMLL参戦して以降使用しているフィニッシュ・ホールド。技名の由来はコナミの音楽ゲーム、Dance Dance Revolutionに登場する特殊な矢印オブジェの名称。クロスアーム式の変型パッケージ・パイルドライバー。
相手の頭部を股下に差し込み、交差させた両腕をクラッチしながら両腿裏を抱え込み、そのまま相手を担ぎ上げてシットダウンと同時に脳天からマットに突き刺す受け身不能の危険な技。
ハーフパッケージ・パイルドライバー
KAZMA SAKAMOTOのオリジナル技。
リストクラッチ・パッケージ・パイルドライバー
前屈みになった相手の頭を自身の股の間に正面から挟み込み、相手の両脇にリバース・フルネルソンの体勢で自身の両腕を差し込み、外腿の方から相手の右腿の裏に自身の左腕を左腿の裏にクラッチして、相手の体を垂直になるまで持ち上げて体を軽く旋回させながら尻餅をつき、相手の頭をマット打ちつける。

### ハイジャック・パイルドライバー
スパイク・パイルドライバーとも呼ばれる。タッグマッチの連携技で、仲間の1人がコーナーの方を向きながら相手をパイルドライバーの要領で持ち上げて、もう1人がコーナーのセカンドロープもしくはトップロープに登って持ち上げられていた相手の右足を左手で左足を右手で掴み、コーナー上の仲間がジャンプすると同時に相手を抱えていた仲間が尻餅をつき、相手の頭部を打ちつける。
日本における第一人者はヤマハ・ブラザーズ（山本小鉄&星野勘太郎）。その後、アドリアン・アドニス&ボブ・オートン・ジュニアを経て長州力&アニマル浜口をはじめとするユニット「維新軍」に多用されて流行技になった。オートンはNWAミッドアトランティック地区ではディック・スレーターとのタッグチームでも使用していた。アメリカではジノ・ヘルナンデス&クリス・アダムスのダイナミック・デュオ、アーン・アンダーソン&タリー・ブランチャードのブレイン・バスターズも使用。ジャイアント馬場はミラクル・パワーコンビ（スタン・ハンセン&ブルーザー・ブロディ）から、この技を受けて連続試合出場記録が3764試合で途切れた。

カナディアン・デストロイヤーのアニメーション（緑色が技を受ける側）。

### カナディアン・デストロイヤー
フリッピング・パイルドライバーとも呼ばれる。ピーティー・ウィリアムズのオリジナル技。
前屈みになった相手の頭を自身の股の間に正面から挟み込み、相手の腰を両手で抱え込み、膝を軽く屈伸させて自身の体を360度前方回転させるようにジャンプして尻餅をつき、宙に浮き上がった相手の頭部をパイルドライバーの形で打ちつける。主な使用者はアダム・コール（パナマ・サンライズの名称で使用）、フェニックス（メキシカン・デストロイヤーの名称で使用）、房総ボーイ雷斗（ライトニング・ストームの名称で使用）、Kzy（CDJの名称で使用）、BUSHI、高橋ヒロム、ドラゴン・リー、石森太二、U-T（ロタシオンの名称で使用）、ティーダヒート、松房龍哉(龍蟠虎踞の名称で使用)。

#### 派生技
旋回式カナディアン・デストロイヤー
自分からかけるのではなく、相手に持ち上げられた時のカウンターとして使用するもの。内藤哲也が使用。
ダブルアーム・カナディアン・デストロイヤー。
Kzyのオリジナル技。リバース・フルネルソンの体勢から相手の頭部を股下に挟み込み、相手ごと前方回転して脳天からマットに突き刺すCDJと韻波句徒の合わせ技。PACとのドリームゲート王座戦で咄嗟の閃きで披露した驚愕技。
パッケージ・カナディアン・デストロイヤー
遠藤哲哉のオリジナル技。正面から相手の頭部を自分の股下に差し込み、両腕ごと胴体をクラッチしてそのまま相手と共に前方回転することで脳天からマットに突き刺す。
フロートオーバー・メキシカン・デストロイヤー
フェニックスのオリジナル技。正面から相手の左腕を軸に逆上がりするように後方から頭部を両足で挟み込み、一旦着地してから勢いよく相手ごと前方回転して脳天からマットに突き刺す。

### その他
カナディアン・バックブリーカー式パイルドライバー
近藤修司のオリジナル技。カナディアン・バックブリーカーの体勢から相手を180°回転させてパイルドライバーに移行する技。
ヒートシーカー
エプロンにいる相手の頭部をセカンドロープ越しに股下に挟み込み、トップロープを掴みつつ大きくジャンプしてからそのままシットダウンして脳天からマットに突き刺すロープハング式変形パイルドライバー。技名は赤外線探知機の意味。主な使用者はMJF。
ターンオーバー・パイルドライバー
大森隆男がアックス・ギロチン・ドライバー、フランキー・カザリアンはフェイド・トゥ・ブラックの名称で使用。相手の股の間に自分の頭を差し込んで両足首をつかみ、上体を起こして相手を逆さ吊りにした状態からシットダウンして垂直に落とす。チャンピオン・カーニバルの決勝トーナメント（武藤戦）で断崖式、田中将斗とのUNヘビー級タイトルマッチで雪崩式を公開している。水車落としの派生技とも解釈できる。垂直落下式リバース・スープレックスも併せて参照。
インプラント
谷嵜なおきのオリジナル技。相手の股下に頭部を差し込み、そこから相手を逆さまの状態で背中に担ぎ上げ、両足を両脇下に抱え込み、勢いよく膝を着いて真っ逆さまにマットに突き刺す変型ビーチブレイク。形としてはアックス・ギロチン・ドライバーに近い。
ハローポイント
AJスタイルズのオリジナル技。スタイルズ・クラッシュの体勢で中腰状態の相手の背中越しに、胴体に両腕を回して真っ逆さまに相手を担ぎ上げて自身の両膝を着く形で相手の脳天をマットに突き刺す荒技。相手は、スタイルズ・クラッシュとこの技の2択となるため、瞬時に判断しないと受け身をとれなくなる。その他にも、吉岡世起が、シットダウンして首または脳天から突き刺す形をクラッシュドライバーという名称で使っている。
男色ドライバー
男色ディーノのオリジナル技。前屈みになった相手の頭を自身のタイツの中に押し込み、Tバックに包まれた自身の股間を相手の頭に密着させた状態にして相手の胴体を両手で抱え込み、相手の体を垂直になるまで持ち上げて軽くジャンプして尻餅をつき、相手の頭部を打ちつける。物理的な衝撃以上に精神的ダメージが強い。
古くはパンツ・ドライバーの名称で一橋大学の世界プロレスリング同盟のブランコ・オギーソが1990年代初から学生プロレスで使用。また同名称で漫画『トータルファイターK』の主人公である捕手カオや、後に漫画『キン肉マン』の主人公であるキン肉スグルも使用している。
応用技としてディーノがタイツを脱いでTバック姿になって前屈みになった相手の頭を自身のタイツの中に押し込み、自身の股間を相手の頭に直接密着させて仕掛けるのを生男色ドライバーの名称で使用。
ゴッチ式男色ドライバー
男色ディーノのオリジナル技。前屈みになった相手の頭を自身のタイツの中に押し込み、Tバックに包まれた自身の股間を相手の頭に密着させた状態にして相手の胴体を両手で抱え込み、相手の体を垂直になるまで持ち上げて腿の裏の方から相手の股の間に右腕を差し込み、相手の股間を抱えるような形で自身の両手をクラッチして軽くジャンプして尻餅をつく形で着地すると同時に相手の頭部を打ちつける。物理的な衝撃以上に精神的ダメージが強い。応用技としてディーノがタイツを脱いでTバック姿になって前屈みになった相手の頭を自身のタイツの中に押し込み、自身の股間を相手の頭に直接密着させて仕掛けるのを真ゴッチ式男色ドライバーの名称で使用。
男色デストロイ
男色ディーノのオリジナル技。前屈みになった相手の頭を自身のタイツの中に押し込み、相手の胴体を両手で抱え込み、膝を軽く屈伸させて体を360度前方回転させるようにジャンプして尻餅をつき、宙に浮き上がった相手の頭部を上記の男色ドライバーの形で突き刺す。物理的な衝撃以上に精神的ダメージが強い。
安全式パイルドライバー
お笑いプロレス団体「西口プロレス」所属の三平×2のオリジナル技。相手を抱えて持ち上げるのではなく、相手に頭を軸に倒立してもらい、相手の両足に自身の頭を挟み込み、パイルドライバーを仕掛ける。むろん相手にダメージはない。:応用技として三平が座布団を敷いて相手を抱えて持ち上げるのではなく、相手に頭を軸に倒立してもらい、相手の両足に自身の頭を挟み込み、座布団の上にパイルドライバーを仕掛けるのを超安全式パイルドライバーの名称で使用。むろん相手にダメージはない。

## フィクションにおける派生技
プロレスや格闘技を題材にした漫画や対戦型格闘ゲームなどで見られる派生技である。得てして物理法則に反して現実の世界で目にできる技ではない。
キン肉ドライバー
漫画『キン肉マン』の主人公であるキン肉スグルの必殺技。空中に放り投げた相手の両足を掴んで股裂きしつつ上下にひっくり返して相手の両脇を、それぞれ足で踏みつけながら相手の頭部を打ちつける。キン肉マンの能力「火事場のクソ力」により、落下スピードが上がることで足のフックを完璧なものとする。それだけに気力が充実していないと空中でクラッチを外される場合がある。作中では変形ツームストン・パイルドライバーが原型とされており、続編の漫画『キン肉マンII世』では疾風迅雷落としという別名もつけられた。
スクリュー・パイルドライバー
対戦型格闘ゲーム『ストリートファイターII』シリーズに登場するザンギエフの必殺技。相手を抱えてジャンプして、きりもみ式に回転しながら上昇して、なおかつ回転を維持したまま落ちて相手の頭部を打ちつける。その後、ベルトスクロールアクションゲーム『ファイナルファイト2』とアーケードゲーム『マッスルボマー』でマイク・ハガーが使用。現実の世界ではケニー・オメガが人形のヨシヒコにザンギエフの得意技であるファイナル・アトミック・バスターを使用したが現在のところ人間には使用されていない。
パイルドロップ
特撮番組『仮面ライダー』の主人公であるスカイライダーの必殺技。背後から組み付いた状態でジャンプし、空中で相手の上下を入れ替え両腕を踏みつけつつ落下する。技の原理は前述のキン肉ドライバーとほぼ同じだが、こちらはスカイライダーの特技である垂直飛びと技への捻りも含まれているため、威力は大きい。類似技としてボディスラムのクラッチからジャンプし、空中で相手の上下を入れ替え両脇を踏みつけつつ落とす（パイルドロップとは相手の前後が逆になる）スカイアームドロップも使用。
風神地獄落とし
特撮番組『仮面ライダー』の主人公であるスカイライダーの必殺技。地上で膝をつかないツームストーン・パイルドライバーを仕掛けたのちに相手の膝上付近をクラッチしつつきりもみ回転しながら垂直上昇し、きりもみ回転を止めてから垂直落下し相手の頭部を地面に叩きつける。
デスバニッシュ
特撮番組『仮面ライダー龍騎』に登場する仮面ライダーベルデのファイナルベント（必殺技）。高所に配備されたカメレオン型の契約モンスター・バイオグリーザの長い舌で足首を結ばれたベルデが地上の相手に振り子の要領で近づきつつ組み付き、舌によるクラッチを切らせた後に組み付いた勢いで相手もろとも前後に回転しつつ振り子運動の軌道で上昇し、最高点で回転を止め相手の両脇を踏みつけつつ落下し頭部から落とす。